# ハンティング・ハイ・アンド・ロー
「ハンティング・ハイ・アンド・ロー」（Hunting High and Low ）は、ストラトヴァリウスのシングル。アルバム『インフィニット』からシングルカットされた楽曲である。作曲ティモ・トルキ、作詞ティモ・コティペルト。

## 収録曲
1. "Hunting High and Low" (4:08)
2. "Millennium" (4:09)
3. "Neonlight Child"
4. "Hunting High and Low (demo)" (4:08)
5. "Millennium (demo)" (4:09)

## プロモーションビデオ
衛星が振り落ちてくる宇宙のイメージ映像から始まる。上質なコートとスーツを着用したビジネスマン男性がオフィスビルに入るが、書類を階上からばらばらにぶちまける。アジア人男女が商談にやってくるが、彼らがラップトップパソコンで示すものは『インフィニット』と『ヴィジョンズ』のジャケット写真である。ビジネスマン男性が地下駐車場で携帯電話で会話していると、監視カメラからビジネスマン男性を撮影する様子が…。それに気づいたビジネスマン男性は車を走らせ、二人のホームレス男性が焚き火をしている郊外の廃墟へやって来る。ビジネスマン男性は携帯電話を捨て、嬉しそうに新聞を破きながら火をつける。そして、ホームレスに車のキーを渡すと、ホームレスたちはその車で出かけてゆく。車は携帯電話を轢き壊す。男性ビジネスマンは何もかもから解放され嬉しそうにしている。
水が滴る床の上にメンバー全員がずぶぬれになり演奏をしており、上からも雨の様に水がしたたり落ちてくる。後半ではティモ・コティペルトが水の上にダイブする。
ビジネスマン男性の様子とストラトヴァリウスの演奏が交互に映り、最後は衛星の中を突き進む様子で終わる。
- 監督 - Sökö Kaukoranta